# Октябрьское (Республика Алтай)
Октябрьское (алт. Кеме-Кечу) — посёлок в Усть-Коксинского района Республики Алтай России. Входит в состав Горбуновского сельского поселения.

## География
Расположено в приграничной территории юго-западной части Республики Алтай в горно-степной зоне и находится у реки Катунь.
Уличная сеть состоит из восьми географических объектов:
ул. Веселая, ул. Мостовая, ул. Набережная, ул. Нагорная, ул. Октябрьская, ул. Полевая, ул. Садовая, ул. Центральная

## Население
| 2010 | 2011 | 2012 | 2013 | 2014 | 2015 |
| ---- | ---- | ---- | ---- | ---- | ---- |
| 248  | →248 | ↗262 | ↘246 | ↗252 | ↗255 |
| 2016 |      |      |      |      |      |
| ↘252 |      |      |      |      |      |

Национальный состав
Согласно результатам переписи 2002 года, в национальной структуре населения
русские составляли 98 % от общей численности населения в 258 жителей

## Инфраструктура
Личное подсобное хозяйство. Животноводство.

## Транспорт
Находится на автодороге регионального значения «Октябрьское — Мульта» (идентификационный номер 84К-39) (Постановление Правительства Республики Алтай от 12.04.2018 N 107 «Об утверждении Перечня автомобильных дорог общего пользования регионального значения Республики Алтай и признании утратившими силу некоторых постановлений Правительства Республики Алтай»).
Просёлочные дороги.